# Itna
Itna (en bengali : ইটনা) est une upazila du Bangladesh dans le district de Kishoreganj. En 1991, on y dénombrait 132 948 habitants.